# Bulbillomyces
Bulbillomyces — монотиповий рід грибів родини мерулієві (Meruliaceae). Назва вперше опублікована 1974 року.

## Класифікація
До роду Bulbillomyces відносять 1 вид:
- Bulbillomyces farinosus